# ПАК біля Арабатської стрілки
Прибережний аквальний комплекс біля Арабатської стрілки — гідрологічна пам'ятка природи місцевого значення, розташована біля села Кам'янське Ленінського району АР Крим. Створена відповідно до Постанови ВР АРК № 97 від 22 грудня 1972 року.

## Загальні відомості
Землекористувачем пам'ятки є КСП «Сємісотка», площа — 150 гектарів. Розташована біля села Кам'янське Ленінського району.
Охоронна зона пам'ятки природи «Прибережний аквальний комплекс біля Арабатської стрілки» встановлена з метою захисту особливо охоронюваної природної території від несприятливих антропогенних впливів.

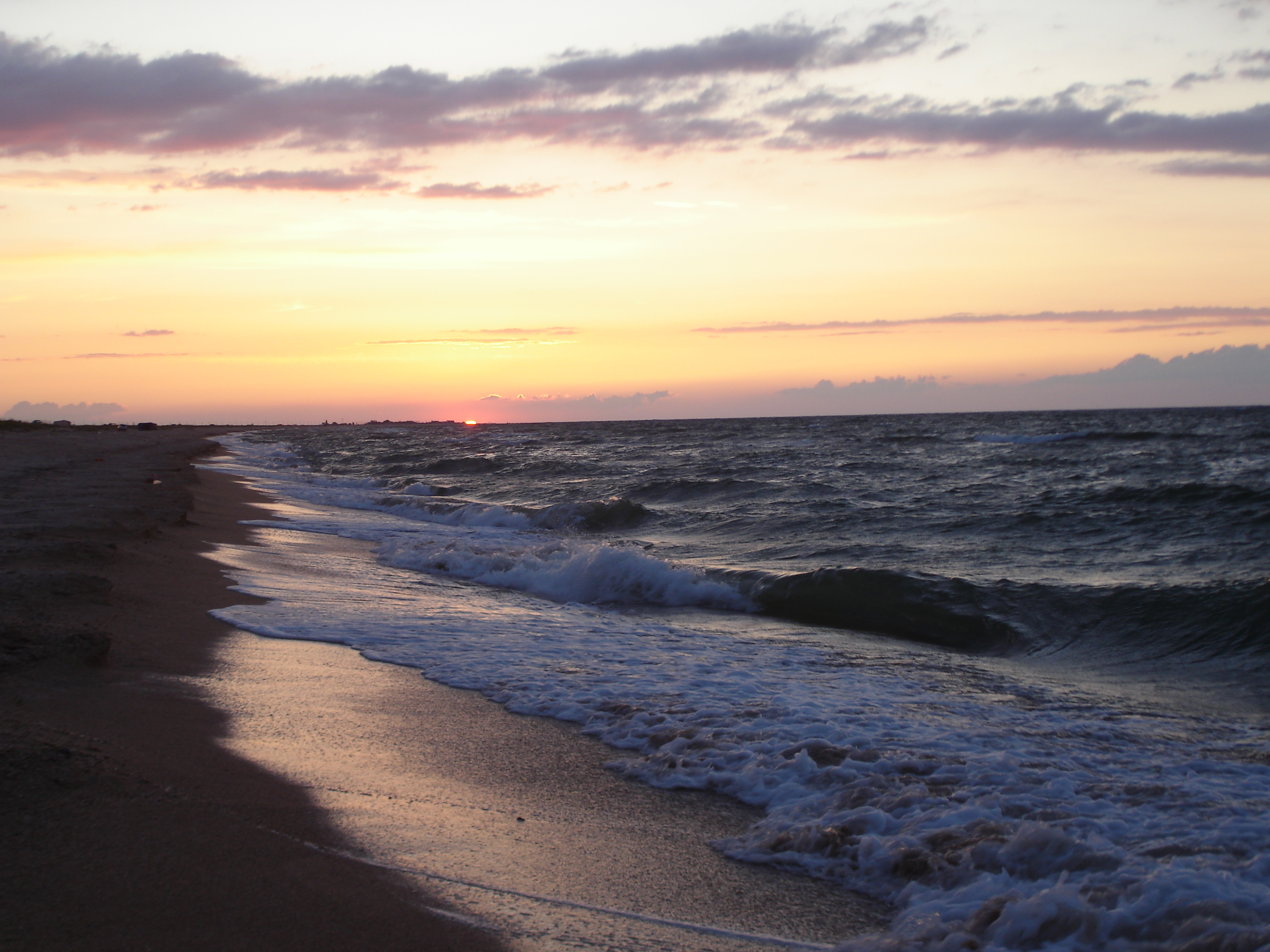
ПАК увечері
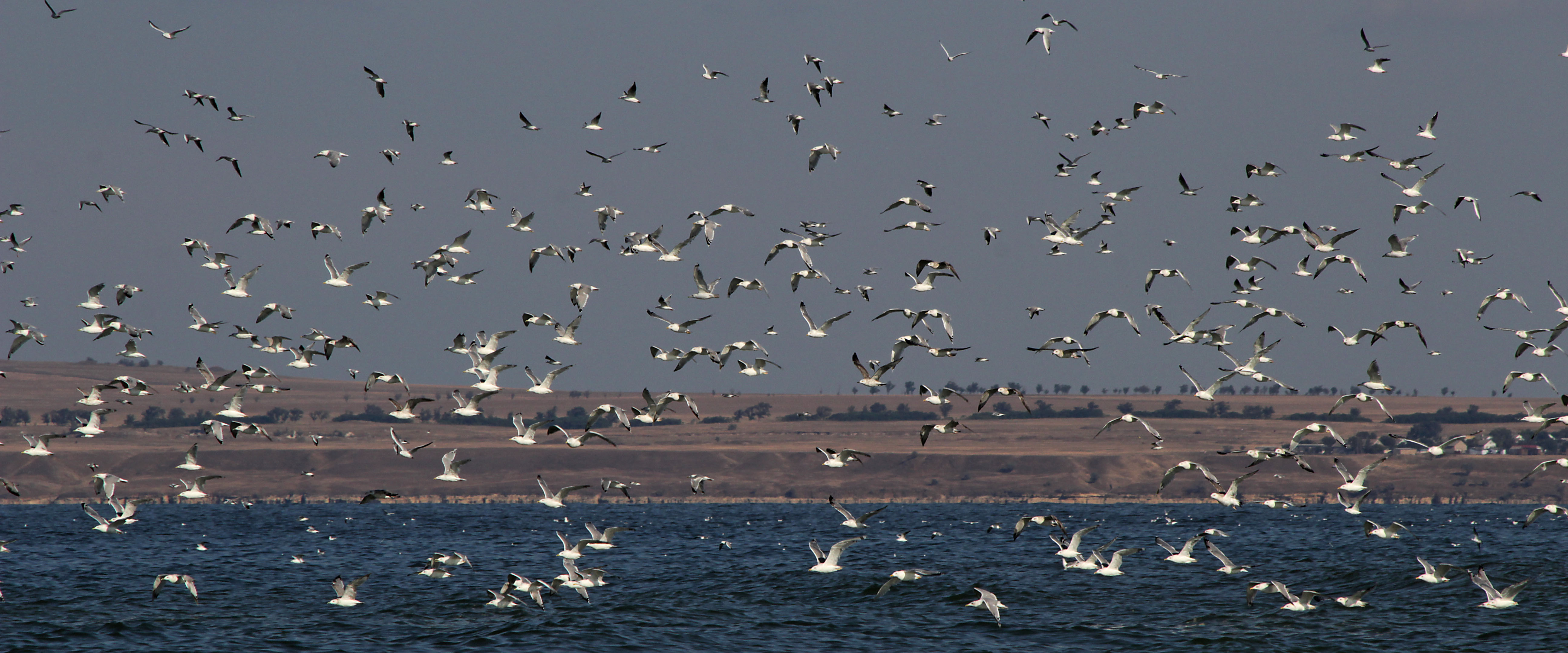
Птахи на березі моря
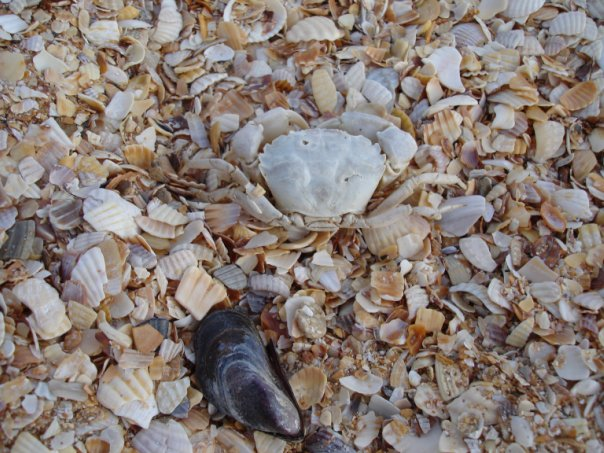
Залишки морських тварин на березі
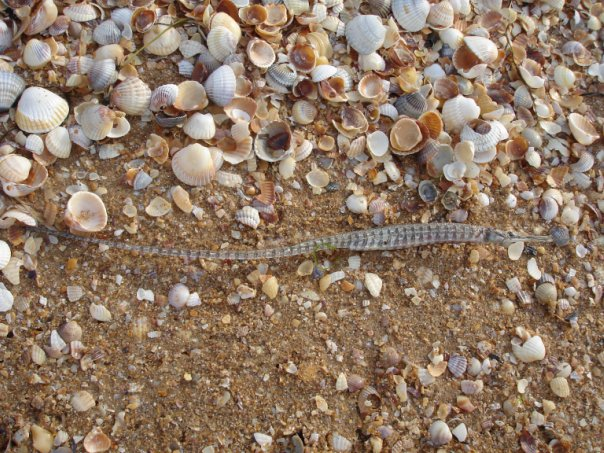
Залишки морських тварин на березі